# Silnice II/181
Silnice II/181 je česká silnice II. třídy v okrese Sokolov, která vede ze Svatavy do Nového Sedla a Lokte. Slouží jako severní obchvat Sokolova. S délkou 8,3 km patří mezi nejkratší české silnice.

## Vedení silnice

### Karlovarský kraj

#### Okres Sokolov
- Svatava (křiž. II/210, III/21030)
- Královské Poříčí (obchvat, křiž. III/00630)
- odbočka Nové Sedlo (III/2098)
- most přes D6
- napojení na II/209 mezi Loktem a Novým Sedlem